# Cyphochilus anemophilus
Cyphochilus anemophilus är en orkidéart som beskrevs av Rudolf Schlechter. Cyphochilus anemophilus ingår i släktet Cyphochilus, och familjen orkidéer. Inga underarter finns listade i Catalogue of Life.